# Mistelås distrikt
Mistelås distrikt är ett distrikt i Alvesta kommun och Kronobergs län. Distriktet ligger nordväst om Alvesta. 

## Tidigare administrativ tillhörighet
Distriktet inrättades 2016 och utgörs av socknen Mistelås i Alvesta kommun.
Området motsvarar den omfattning Mistelås församling hade 1999/2000.